# ThunderCats Rrrr
ThunderCats Rrrr (ThunderCats Roar) est une série télévisée d'animation américaine en 52 épisodes de 11 minutes, adapté de l'œuvre de Ted Wolf ThunderCats, et diffusée depuis le 22 février 2020 sur Cartoon Network.
En France, la série a été diffusée à partir du 28 août 2020 sur Cartoon Network.
Au Québec, la série est diffusée sur Télétoon.

## Synopsis
Après avoir échappé à la destruction de leur planète Thundera, les Thundercats se retrouvent sur la Troisième Terre. Lion-o, le nouveau Roi des Thundercats, devra diriger son équipe alors qu'ils tentent de reconstruire leur vie sur cette nouvelle planète.

## Distribution

### Voix françaises
- Pierre Lognay : Panthro
- Franck Dacquin : Dr. Dometone
- Claire Tefnin : Cheetara
- Maire Braam : Wilykit
- Nicolas Matthys : Lion-O
- Alexis Flamant : Wilykat
- Jean-Michel Vovk : Maire Fungustus
- Olivier Premel : Tygra
- Version française :
  - Société de doublage : NC
  - Direction artistique : NC
  - Adaptation des dialogues : NC

## Production

### Fiche technique
- Titre français : ThunderCats Rrrr
- Titre original : ThunderCats Roar
- Création : Ted Wolf
- Réalisation : Victor Courtright et Marly Halpern-Graser
- Montage : Kyle Stafford
- Musique : Noko, Victor Courtright et Matthew Janszen
- Production : Liz Marshall
- Sociétés de production : Warner Bros. Animation
- Sociétés de distribution : Warner Bros. Television
- Pays d'origine :  États-Unis
- Langue originale : anglais
- Format : couleur - HDTV - 16/9 - Dolby Digital 5.1
- Genre : Série d'animation, Aventure, Comédie
- Nombre de saisons : 1
- Nombre d'épisodes : 52
- Durée : 11 minutes
- Dates de première diffusion :
  - États-Unis : 22 février 2020
  - France : 28 août 2020

## Épisodes

### Saison 1 (2019)
1. L’Exode, 1ère partie
2. L’Exode, 2ème partie
3. La légende de Boggy Ben
4. Canular téléphonique
5. Driller
6. Le Secret de la Licorne
7. Panthro Plagié
8. L’Invasion des Guerrières
9. L'épée égarée
10. L'abominable homme des neiges
11. Thunder sagouins
12. La grande bosseuse
13. Mandora, chasseuse de malfrats
14. Docteur Dometone
15. La formation
16. Mumm-Ra l'Éternel
17. Les Berserkers
18. L'histoire de Jaga
19. Barbastella
20. Adopter un chacal
21. Journée d'été relax
22. Safari Joe
23. Ratar-O
24. La quête du Prince Starling
25. Lion-S
26. Le jour de congé de Snarf
27. Mumm-Ra de Plun-Darr, 1ère partie
28. Mumm-Ra de Plun-Darr, 2ème partie
29. Rachat d'entreprise
30. Hachiman
31. La loi de Mandora
32. La Thunder route
33. Schnorp
34. Berb-Cule
35. Mandora sauve Noël
36. Pumm-Ra
37. Roi des Machines
38. Cambriolage d'épée
39. Claudus
40. Téléthon
41. Le premier Thundergiving
42. La fièvre du shopping
43. Eclipsorr
44. Wizz-Ra
45. Un chien à caser
46. Mini Mongor
47. Swampy Johnny
48. Le jardin de Tygra
49. Le Faisceau Spatial
50. Plundoël
51. Tuer le temps
52. Grune